# Neo FreeRunner

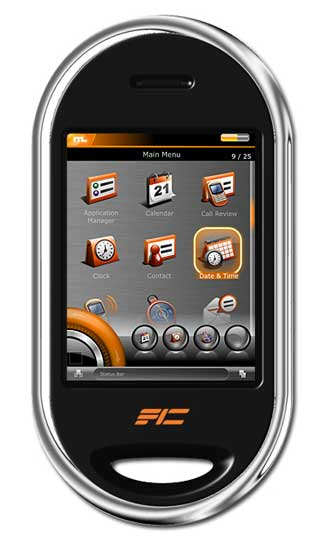
Le Neo 1973, prototype commercialisé en 2007

Le Neo FreeRunner  est un smartphone dont les premiers développements ont été réalisés en janvier 2007 dans le cadre d'un projet financé par la société FIC. Il est conçu pour fonctionner avec le système d'exploitation libre OpenMoko.
Neo 1973 devait être le nom de ce téléphone, mais il ne s'appliquera finalement qu'aux versions de développement qui ont été commercialisées en quantité limitée mi 2007.

## Présentation
Ce smartphone a la principale particularité de s'intégrer aux principes du logiciel libre, en les utilisant exclusivement, mais aussi en utilisant leur mode de création dans le développement matériel.
C'est aussi un système utilisant des interfaces de nouvelle génération avec la conjonction d'un
écran tactile et d'un détecteur de mouvement grâce à des accéléromètres (le fait d'utiliser le mouvement comme moyen de commande est mi-2008 en cours de développement)

## Historique
Le développement se fait en 3 phases :
- La phase 0 correspond à la mise en place ("pré-développement"), elle a commencé dès janvier 2007.
- La phase 1 correspond à la phase de développement proprement dite, des produits fonctionnels et proches des versions finales sont disponibles à la vente (GTA01B-V4). Elle a commencé le 9 juillet 2007, et le téléphone en question sera le seul vendu sous le nom de Neo 1973.
- La phase 2 correspond à la vente du produit fini (GTA02). Début 2008, l'annonce a été faite de l'utilisation du nouveau nom commercial "Neo FreeRunner". La production a commencé le 5 juin 2008 et le prix définitif a été établi à 399 dollars.

Ainsi, les caractéristiques détaillées du futur téléphone ont été disponibles dès la mise en place du projet (fin 2006) et des versions bêta ont été disponibles au fur et à mesure de son élaboration (dès janvier 2007, bien que pas toujours bien fonctionnelles, par exemple avec un écran non tactile).
La première version finale (dite GTA01) était prévue pour sortir le 11 septembre 2007, mais elle ne sortira pas pour le grand public, et c'est une deuxième version (GTA02) qui la remplace avec des caractéristiques revues à la hausse et des options supplémentaires comme l'accélération 3D et la présence de deux accéléromètres 3D.
Il n'est pas proposé à la vente par les systèmes de la grande distribution, mais sa commercialisation se fait pourtant à l'échelle mondiale, principalement par l'intermédiaire de la vente par correspondance. (En France il est vendu au prix de 250€ (TTC) chez Bearstech, puis chez hackable:Devices

, en allemagne Pulster le propose à 329€

, etc).
Certaines sources le placent comme un téléphone dédié aux connaisseurs, et annoncent une version plus "grand public" dans un avenir proche.

## Système d'exploitation
Le Neo FreeRunner est vendu avec le système OpenMoko, dont le développement est étroitement lié à celui de ce téléphone. Ce système a subi une importante mise à jour en septembre 2008 (nommée donc 2008.9).
Mais en tant que système dont les spécifications sont diffusées, il est plutôt attendu que d'autres systèmes d'exploitation soient également rendus compatibles. C'est le cas de :
- Qtopia
- Debian[7].
- Android
- Gentoo
- DeforaOS
- Hackable:1 qui met en œuvre les concepts de (en) GNOME Mobile

### Caractéristiques techniques

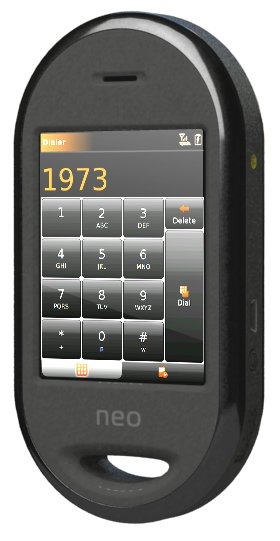
le Neo FreeRunner (désignation technique GTA02)

Pour la version Neo FreeRunner (GTA02) :
- Dimensions 120,7 × 62 × 18,5 mm (4,75 × 2,44 × 0,728 inch)
- Poids 184 +/- 5 g
- Écran tactile VGA (640×480)
- USB, Jack 2,5 mm, slot MicroSD
- Système d'exploitation OpenMoko
- Wi-Fi b/g
- bluetooth
- GPS (en réalité aGPS)
- Processeur Samsung  S3C2442 SoC (type ARM 920T) utilisé à 400 MHz.
- Accélération 3D SMedia 3362
- 2 accéléromètres (3D)
- 128MB SDRAM
- 256MB Flash
- Batterie de 1200mAh[9]
- GSM tribande 850 MHz pour les États-Unis, 900 MHz pour l'Europe et l'Asie...
- vibreur
- jusqu'à 16 GB SDHC

## Nom
C'est l'année de la première communication sur téléphone mobile qui a donné son nom de développement à ce téléphone (Neo 1973).

« Avant d'aller plus loin, nous devons vous dire pourquoi nous avons choisi le nom "Neo1973". "Neo" signifie nouveau, et le Dr Marty Cooper (inventeur du téléphone mobile) fit le tout premier appel en 1973. Nous pensons qu'un téléphone mobile "open source" peut révolutionner, une fois de plus, le monde des telecoms. Ce sera le Nouveau 1973. »

— The OpenMoko Team, Free Your Phone